# Oggi le comiche
Oggi le comiche è stato un programma televisivo antologico italiano, in onda sulla Rai il sabato e condotto da Renzo Palmer, che era dedicato ai film comici degli anni del muto, tra cui quelli di Mack Sennett e della Keystone, Charlie Chaplin e Buster Keaton.
Il programma andava in onda il sabato alle 13 prima dell'edizione del telegiornale delle 13:30.